# Microcambeva barbata
Microcambeva barbata är en fiskart som beskrevs av Costa och Bockmann, 1994. Microcambeva barbata ingår i släktet Microcambeva och familjen Trichomycteridae. Inga underarter finns listade i Catalogue of Life.